# Mitsubishi Colt
Mitsubishi Colt är en personbil som tillverkats av den japanska biltillverkaren Mitsubishi Motors sedan 1963. Namnet slutade mestadels användas 2013, förutom i Taiwan där den något större Colt Plus fortfarande tillverkas. Colt lär ska återupplivas på en licensbyggd Renault Clio under 2023.

## Mitsubishi Colt 1000/1100/1200
Mitsubishis första större familjebil introducerades sommaren1963. Det var en konventionell bil med motorn fram och bakhjulsdrift. Den fyrcylindriga stötstångsmotorn på en liter gav modellnamnet Colt 1000. Bilen fanns som fyrdörrars sedan och som en enkel tredörrars kombi som mest användes som varuvagn.
Hösten1966 kom efterträdaren Colt 1100 med större motor och modifieringar av front och akter.
Våren 1968 uppdaterades bilen igen som Colt 1200 med större motor och ny front med rektangulära strålkastare. Sedanen fick nu den större karossen från Colt 1500 medan tredörrars kombin behöll den kortare hjulbasen. Nya varianter var även en tvådörrars sedan och en mer ombonad femdörrars kombi, byggd på det längre chassit.
Versioner:
| Modell | Motor              | Cylindervolym | Effekt | Bränslesystem   |
| ------ | ------------------ | ------------- | ------ | --------------- |
| 1000   | 4-cyl radmotor ohv | 977 cm³       | 44 hk  | Enkel förgasare |
| 1100   | 4-cyl radmotor ohv | 1088 cm³      | 58 hk  | Enkel förgasare |
| 1200   | 4-cyl radmotor ohv | 1189 cm³      | 62 hk  | Enkel förgasare |

## Mitsubishi Colt 800/1000F/1100F
Hösten 1965 kompletterades Colt-familjen med den mindre Colt 800 med en kortare tvådörrars fastback-kaross. Den fanns även som kombi. Bilen hade en trecylindrig tvåtaktsmotor, den sista nya japanska familjebilen som introducerades med den typen av motor. Colt 800 tillverkades fram till 1968.
Hösten 1966 tillkom Colt 1000F med den modernare fyrtaktsmotorn från syskonmodellen. Ett år senare kom den även med halvkombilucka.
1968 ersatte Colt 1100F med större motor. Bilen fanns nu även som fyrdörrars fastback. Dessutom tillkom en starkare Super Sport-modell med dubbla förgasare. Produktionen av denna ursprungliga bakhjulsdrivna Colt-serie avslutades våren 1971.
Versioner:
| Modell  | Motor                  | Cylindervolym | Effekt | Bränslesystem    |
| ------- | ---------------------- | ------------- | ------ | ---------------- |
| 800     | 3-cyl radmotor tvåtakt | 843 cm³       | 39 hk  | Enkel förgasare  |
| 1000    | 4-cyl radmotor ohv     | 977 cm³       | 44 hk  | Enkel förgasare  |
| 1100    | 4-cyl radmotor ohv     | 1088 cm³      | 58 hk  | Enkel förgasare  |
| 1100 SS | 4-cyl radmotor ohv     | 1088 cm³      | 73 hk  | Dubbla förgasare |

## Mitsubishi Colt 1500
Samtidigt med Colt 800 kom också en tredje variant i Colt-familjen, Colt 1500. Förutom en ny motor hade bilen även en större kaross med längre hjulbas för bättre innerutrymmen. Kombimodellen byggde dock på samma hjulbas som 1000-varianten. 1500:n skilde sig också från de mindre modellerna genom en egen front med fyra strålkastare.
Våren 1968 uppdaterades bilen på samma sätt som Colt 1200. Även här tillkom en tvådörrars sedan och en femdörrars kombi.
Versioner:
| Modell  | Motor              | Cylindervolym | Effekt | Bränslesystem    |
| ------- | ------------------ | ------------- | ------ | ---------------- |
| 1500    | 4-cyl radmotor ohv | 1498 cm³      | 73 hk  | Enkel förgasare  |
| 1500 SS | 4-cyl radmotor ohv | 1498 cm³      | 85 hk  | Dubbla förgasare |

## Mitsubishi Colt A150
1978 introducerade Mitsubishi en modern småbil med framhjulsdrift och tvärställd motor. På hemmamarknaden kallades den Mitsubishi Mirage men på de flesta exportmarknader fick den namnet Colt. Bilen är väl mest ihågkommen för att ha två växelspakar. Den ordinarie fyrväxlade växellådan fanns en tillsatslåda för hög- och lågläge som gav en överväxel på varje växel, allt för att minska bränsleförbrukningen. Orionmotorn var utvecklad för bakhjulsdrift, men att montera den på tvären innebar att förgasaren hamnade framför motorn där den led av isbildning. För att inte behöva ändra motorns rotationsriktning eller utveckla en helt ny växellåda, valde Mitsubishi istället att använda en tillsatslåda, och de uppmärksammade extra växlarna gav Colten en fördel gentemot sina konkurrenter. Efter ett tag kom Mitsubishi med en mer typisk femväxlad låda, utan tillsatsväxel.
Den ursprungliga tredörrarsmodellen kompletterades med en femdörrars halvkombi med längre hjulbas för större innerutrymmen och en sedan kallad Lancer F. Mitsubishi var tidigt ute med att erbjuda turbomotorer och från 1982 fanns det att tillgå även till Colt.
Versioner:
| Modell | Motor               | Cylindervolym | Effekt | Bränslesystem          |
| ------ | ------------------- | ------------- | ------ | ---------------------- |
| 1200   | 4-cyl radmotor SOHC | 1244cm³       | 55 hk  | Enkel förgasare        |
| 1400   | 4-cyl radmotor SOHC | 1410 cm³      | 70 hk  | Enkel förgasare        |
| Turbo  | 4-cyl radmotor SOHC | 1410 cm³      | 105 hk | Enkel förgasare, turbo |

## Mitsubishi Colt C10
Den tredje generationen Colt fanns åter bara som halvkombi medan sedan- och kombi-versionerna såldes under namnet Lancer. Det var den första bilmodell som byggdes av malaysiska Proton.
Versioner:
| Modell | Motor               | Cylindervolym | Effekt | Bränslesystem             |
| ------ | ------------------- | ------------- | ------ | ------------------------- |
| 1200   | 4-cyl radmotor SOHC | 1198cm³       | 55 hk  | Enkel förgasare           |
| 1500   | 4-cyl radmotor SOHC | 1468 cm³      | 75 hk  | Enkel förgasare           |
| Turbo  | 4-cyl radmotor SOHC | 1597 cm³      | 125 hk | Bränsleinsprutning, turbo |
| Diesel | 4-cyl radmotor SOHC | 1795 cm³      | 58 hk  | Dieselmotor               |

## Mitsubishi Colt C50
Från och med den fjärde generationen användes namnet Colt bara på tredörrarskarossen medan övriga versioner kallades Lancer.
Versioner:
| Modell  | Motor               | Cylindervolym | Effekt | Bränslesystem                   |
| ------- | ------------------- | ------------- | ------ | ------------------------------- |
| 1.3     | 4-cyl radmotor SOHC | 1298cm³       | 70 hk  | Enkel förgasare                 |
| 1.5     | 4-cyl radmotor SOHC | 1468 cm³      | 75 hk  | Enkel förgasare                 |
| 1.5 Kat | 4-cyl radmotor SOHC | 1468 cm³      | 84 hk  | Bränsleinsprutning, katalysator |
| 1.6 GTi | 4-cyl radmotor DOHC | 1597 cm³      | 124 hk | Bränsleinsprutning              |
| 1.8 GTi | 4-cyl radmotor DOHC | 1836 cm³      | 136 hk | Bränsleinsprutning              |
| Diesel  | 4-cyl radmotor SOHC | 1795 cm³      | 60 hk  | Dieselmotor                     |

## Mitsubishi Colt CAO
Med generation fem tillkom en coupé kallad Mitsubishi Asti. Toppmodellen i Japan, kallad Mirage Cyborg, hade en turbomotor på 175 hk och fyrhjulsdrift.
Versioner:
| Modell  | Motor               | Cylindervolym | Effekt | Bränslesystem      |
| ------- | ------------------- | ------------- | ------ | ------------------ |
| 1.3     | 4-cyl radmotor SOHC | 1299cm³       | 75 hk  | Bränsleinsprutning |
| 1.5     | 4-cyl radmotor SOHC | 1468 cm³      | 90 hk  | Bränsleinsprutning |
| 1.6     | 4-cyl radmotor DOHC | 1597 cm³      | 113 hk | Bränsleinsprutning |
| 1.8 GTi | 4-cyl radmotor DOHC | 1834 cm³      | 140 hk | Bränsleinsprutning |

## Mitsubishi Colt CJO
Mitsubishis ekonomiska problem i slutet av 1990-talet ledde till att den sjätte generationen Colt hade svårt att matcha konkurrenternas modernare modeller. Utbudet av motorer i Europa var också sparsamt.
Versioner:
| Modell | Motor               | Cylindervolym | Effekt | Bränslesystem      |
| ------ | ------------------- | ------------- | ------ | ------------------ |
| 1.3    | 4-cyl radmotor SOHC | 1299cm³       | 75 hk  | Bränsleinsprutning |
| 1.6    | 4-cyl radmotor DOHC | 1597 cm³      | 103 hk | Bränsleinsprutning |

## Mitsubishi Colt Z30
Med den sjunde generationen fick Mitsubishi återigen en modern småbil på programmet. Bilen heter nu Mitsubishi Colt på alla marknader. För den europeiska marknaden byggdes bilen av holländska NedCar tillsammans med systermodellen Smart Forfour, som bygger på samma bottenplatta. Genom samarbetet med DaimlerChrysler fick Mitsubishi också tillgång till moderna dieselmotorer.
Förutom den ordinarie halvkombin tillverkas även cabrioleten Colt CZC med fällbart plåttak och kombin Colt Plus med större bagageutrymme.
Versioner:
| Modell | Motor               | Cylindervolym | Effekt   | Bränslesystem             |
| ------ | ------------------- | ------------- | -------- | ------------------------- |
| 1.1    | 3-cyl radmotor DOHC | 1124 cm³      | 75 hk    | Bränsleinsprutning        |
| 1.3    | 4-cyl radmotor DOHC | 1322 cm³      | 95 hk    | Bränsleinsprutning        |
| 1.5    | 4-cyl radmotor DOHC | 1499 cm³      | 109 hk   | Bränsleinsprutning        |
| CZT    | 4-cyl radmotor DOHC | 1468 cm³      | 150 hk   | Bränsleinsprutning, turbo |
| Diesel | 3-cyl radmotor SOHC | 1493 cm³      | 68-95 hk | Turbodiesel               |